# El Besòs i el Maresme
Besòs-el Maresme este un cartier din districtul 10, Sant Martí, al orasului Barcelona.